# Egypte op de Olympische Zomerspelen 1928
Egypte nam deel aan de Olympische Zomerspelen 1928 in Amsterdam, Nederland. Voor het eerst won het Egyptische team medailles, waaronder twee gouden.

## Medailleoverzicht
| Sport          | Olympiër         | Discipline                 | Medaille |
| -------------- | ---------------- | -------------------------- | -------- |
| Gewichtheffen  | El Sayed Nosseir | –82,5kg (m)                | Goud     |
| Worstelen      | Ibrahim Moustafa | –82,5kg Grieks-Romeins (m) | Goud     |
| Schoonspringen | Farid Simaika    | 10m toren (m)              | Zilver   |
| Schoonspringen | Farid Simaika    | 3m plank (m)               | Brons    |

## Deelnemers en resultaten

### Gewichtheffen
| Olympiër         | Discipline  | Resultaat | Prestatie                                                                                |
| ---------------- | ----------- | --------- | ---------------------------------------------------------------------------------------- |
| Hussein Mokhtar  | -75kg (m)   | 4e        | drukken: 8ste met 90kg trekken: 9de met 92,5kg stoten: 6de met 120kg totaal: 302,5kg     |
| El Sayed Nosseir | -82,5kg (m) | Goud      | drukken: 1ste met 100kg trekken: 1ste met 112,5kg stoten: 1ste met 142,5kg totaal: 355kg |

### Schermen
| Olympiër                                                                      | Discipline      | Resultaat | Prestatie |
| ----------------------------------------------------------------------------- | --------------- | --------- | --- |
| Elie Adda                                                                     | degen (m)       | 48e       | 1ste ronde groep E: 8ste met 2 overwinningen |
| Salvator Cicurel                                                              | degen (m)       | 8e        | 1ste ronde groep C: 1ste met 6 overwinningen kwartfinale groep C: 1ste met 8 overwinningen halve finale groep B: 3de met 5 overwinningen finale: 8ste met 3 overwinningen |
| Saul Moyal                                                                    | degen (m)       | 10e       | 1ste ronde groep A: 3de met 6 overwinningen kwartfinale groep A: 4de met 7 overwinningen halve finale groep A: 5de met 4 overwinningen finale: 10de met 1 overwinning     |
| Elie Adda Joseph Misrahi Mohamed Charaoui Saul Moyal Salvator Cicurel         | degen team (m)  | 9e        | 1ste ronde groep F: 2de met 1 overwinning kwartfinale groep B: 3de met 1 overwinning                                                                                      |
| Mahmoud Ahmed Abdin                                                           | floret (m)      | 50e       | 1ste ronde groep A: 6de met 0 overwinningen |
| Joseph Misrahi                                                                | floret (m)      | 26e       | 1ste ronde groep H: 6de met 3 overwinningen |
| Saul Moyal                                                                    | floret (m)      | 15e       | 1ste ronde groep E: 2de met 4 overwinningen halve finale groep B: 6de met 2 overwinningen                                                                                 |
| Joseph Misrahi Abu Bakr Ratib Mahmoud Ahmed Abdin Saul Moyal Salvator Cicurel | floret team (m) | 13e       | 1ste ronde groep E: 3de met 0 overwinningen |
| Mohamed Charaoui                                                              | sabel (m)       | 21e       | 1ste ronde groep A: 1ste halve finale groep B: 7de met 1 overwinning |
| Hassan Niazi                                                                  | sabel (m)       | 25e       | 1ste ronde groep B: 4de met 2 overwinningen |

### Schoonspringen
| Olympiër             | Discipline    | Resultaat | Prestatie                                                    |
| -------------------- | ------------- | --------- | ------------------------------------------------------------ |
| Farid Simaika        | 3m plank (m)  | Brons     | groep 2: 2de met 164,96 punten finale: 3de met 172,46 punten |
| Abdel Moneim Mokhtar | 10m toren (m) | 20e       | groep 1: 6de met 59,14 punten                                |
| Farid Simaika        | 10m toren (m) | Zilver    | groep 2: 1ste met 102,38 punten finale: 2de met 99,58 punten |

### Voetbal
| Olympiër | Discipline | Resultaat | Prestatie |
| --- | ---------- | --------- | --- |
| Sayed Abaza Sid Ahmed Moussa El-Ezam Ali El-Hassani Ismail El-Sayed Hooda Gaber El-Soury Gamil El-Zobair Mohamed Ezz-el-Din Gamal Mohamed Shemais Abdel Hamid Hamdi Abdel Halim Hassan Mohamed Hassan Mahmoud Ismail Hooda "Ismail II" Ahmed Mansour Mahmoud Mokhtar El-Tetsh Ali Mohamed Riad Mohamed Ali Rostam Ahmed Mohamed Salem Mahmoud Salem Ahmed Soliman | mannen     | 4e        | voorronde: vrij 1ste ronde: W van Turkije: 7-1 kwartfinale: W van Portugal: 2-1 halve finale: V van Argentinië: 0-6 bronzen finale: V van Italië: 3-11 |

### Worstelen
| Olympiër         | Discipline     | Resultaat      | Prestatie |
| Grieks-Romeins   | Grieks-Romeins | Grieks-Romeins | Grieks-Romeins |
| ---------------- | -------------- | -------------- | --- |
| Ibrahim Kamel    | -58kg (m)      | 14e            | 1ste ronde: V van FRA Aria 2de ronde: V van TCH Maudr |
| Ali Kamel        | -62,5kg (m)    | 9e             | 1ste ronde: V van HUN Kárpáti 2de ronde: W van TUR Arikan 3de ronde: V van EST Väli                                                                        |
| Ibrahim Moustafa | -82,5kg (m)    | Goud           | 1ste ronde: W van BEL Appels 2de ronde: W van TUR Şefik 3de ronde: vrij 4de ronde: W van DEN Hansen 5de ronde: W van FIN Pellinen finale: W van GER Rieger |
| Ibrahim Sobh     | +82,5kg (m)    | 11e            | 1ste ronde: V van HUN Bado 2de ronde: V van AUT Wiesberger                                                                                                 |

Argentinië · Australië · België · Brits-Indië · Bulgarije · Canada · Chili · Cuba · Denemarken · Duitsland · Egypte · Estland · Filipijnen · Finland · Frankrijk · Griekenland · Groot-Brittannië · Haïti · Hongarije · Ierland · Italië · Japan · Joegoslavië · Letland · Litouwen · Luxemburg · Malta · Mexico · Monaco · Nederland · Nieuw-Zeeland · Noorwegen · Oostenrijk · Panama · Polen · Portugal · Roemenië · Spanje · Tsjecho-Slowakije · Turkije · Uruguay · Verenigde Staten · Zuid-Afrika · Zuid-Rhodesië · Zweden · Zwitserland